# Aphelandra juninensis
Aphelandra juninensis är en akantusväxtart som beskrevs av Wasshausen. Aphelandra juninensis ingår i släktet Aphelandra och familjen akantusväxter. Inga underarter finns listade i Catalogue of Life.